# Ashes Tour 1981
Die Ashes Tour 1981 war die Tour der australischen Cricket-Nationalmannschaft, die die 51. Austragung der Ashes beinhaltete, und wurde zwischen dem 4. Juni und 1. September 1981 ausgetragen. Die internationale Cricket-Tour war Teil der internationalen Cricket-Saison 1981 und umfasste fünf Test-Matches und drei ODIs. England gewann die Test-Serie mit 3–1, während Australien die ODI-Serie 1–2 gewann.

## Vorgeschichte
Für beide Teams war es die erste Tour der Saison.
Das letzte Aufeinandertreffen der beiden Mannschaften bei einer Tour fand in der Saison 1980 in England statt.

## Stadien
Die folgenden Stadien wurden für die Tour als Austragungsort vorgesehen.
| Stadion                     | Stadt      | Kapazität | Spiele          |
| --------------------------- | ---------- | --------- | --------------- |
| Edgbaston Cricket Ground    | Birmingham | 24.803    | 4. Test; 2. ODI |
| Headingley Stadium          | Leeds      | 17.000    | 3. Test; 3. ODI |
| The Oval                    | London     | 23.500    | 6. Test         |
| Lord’s Cricket Ground       | London     | 30.000    | 2. Test; 1. ODI |
| Old Trafford Cricket Ground | Manchester | 19.000    | 5. Test         |
| Trent Bridge                | Nottingham | 15.350    | 1. Test         |

## Kaderlisten
| Test | Test | ODI | ODI |
| England | Australien | England | Australien |
| --- | --- | --- | --- |
| - Paul Allott - Ian Botham - Geoff Boycott - Mike Brearley - Graham Dilley - Paul Downton - John Emburey - Mike Gatting - Graham Gooch - David Gower - Mike Hendrick - Alan Knott - Wayne Larkins - Chris Old - Paul Parker - Chris Tavare - Paul Taylor - Peter Willey - Bob Willis - Bob Woolmer | - Terry Alderman - Allan Border - Ray Bright - Greg Chappell - John Dyson - Rodney Hogg - Merv Hughes - Martin Kent - Geoff Lawson - Dennis Lillee - Geoff Marsh - Dirk Wellham - Mike Whitney - Graeme Wood - Graham Yallop | - Ian Botham - Geoff Boycott - Mike Gatting - Graham Gooch - David Gower - Mike Hendrick - Geoff Humpage - Robin Jackman - Jim Love - Peter Willey - Bob Willis | - Terry Alderman - Allan Border - Ray Bright - Greg Chappell - John Dyson - Rodney Hogg - Merv Hughes - Martin Kent - Geoff Lawson - Dennis Lillee - Geoff Marsh - Graeme Wood - Graham Yallop |

## One-Day Internationals

### Erstes ODI in London
| 4. Juni Scorecard | London (Lord’s) | Australien 210-7 (55/55)      | – | England 212-4 (51.4/55) |
|                   |                 | England gewinnt mit 6 Wickets |   |                         |

### Zweites ODI in Birmingham
| 6. Juni Scorecard | Birmingham | Australien 249-8 (55/55)      | – | England 247 (54.5/55) |
|                   |            | Australien gewinnt mit 2 Runs |   |                       |

### Drittes ODI in Leeds
| 8. Juni Scorecard | Leeds | Australien 236-8 (55/55)       | – | England 165 (46.5/55) |
|                   |       | Australien gewinnt mit 71 Runs |   |                       |

## Tests

### Erster Test in Nottingham
| 18. – 21. Juni Scorecard | Nottingham | England 185 (56.4) & 125 (38.4)  | – | Australien 179 (86.5) & 132-6 (54.1) |
|                          |            | Australien gewinnt mit 4 Wickets |   |                                      |

### Zweiter Test in London
| 2. – 7. Juli Scorecard | London (Lord’s) | England 311 (124.1) & 265-8d (98.4) | – | Australien 345 (118.4) & 90-4 (48.5) |
|                        |                 | Remis                               |   |                                      |

### Dritter Test in Leeds
| 15. – 21. Juli Scorecard | Leeds | Australien 401-9d (155.2) & 111 (36.1) | – | England 174 (50.5) & 356 (87.3) (f/o) |
|                          |       | England gewinnt mit 18 Runs            |   |                                       |

### Vierter Test in Birmingham
| 30. Juli – 2. August Scorecard | Birmingham | England 189 (69.1) & 219 (92) | – | Australien 258 (86.5) & 121 (67) |
|                                |            | England gewinnt mit 29 Runs   |   |                                  |

### Fünfter Test in Manchester
| 13. – 17. August Scorecard | Manchester | England 231 (86.1) & 404 (151.4) | – | Australien 130 (30.2) & 402 (135.5) |
|                            |            | England gewinnt mit 103 Runs     |   |                                     |

### Sechster Test in London
| 27. August – 1. September Scorecard | London (Oval) | Australien 352 (132) & 344-9 (104.2) | – | England 314 (110.4) & 261-7 (95) |
|                                     |               | Remis                                |   |                                  |